# Jarad van Schaik
Jarad Anthony van Schaik (* 11. Dezember 1988 in Portland, Oregon) ist ein US-amerikanischer Fußballspieler auf der Position eines Mittelfeldspielers, der seit 2017 im Kader von Charleston Battery mit Spielbetrieb in der United Soccer League, der zweithöchsten nordamerikanischen Fußballliga, steht. Von seinem Familiennamen existieren abweichende Schreibweisen; so wird er oftmals auch als Jarad vanSchaik angeführt.

## Karriere

### Karrierebeginn in der Heimat
Jarad van Schaik wurde am 11. Dezember 1988 als Sohn von Roiann und Ted van Schaik in der Großstadt Portland im US-Bundesstaat Oregon geboren. Aufgewachsen im südwestlichen Vorort Tualatin kam er durch seinen fußballbegeisterten Vater zum Fußballspielen und wurde noch in jungen Jahren bei Nachwuchsausbildungsvereinen angemeldet. Unter anderem gewann er im Jahre 2000 mit dem Southside Soccer Club aus der Nachbarstadt Tigard eine Staatsmeisterschaft. Gleiches gelang ihm in den Jahren 2002 und 2006 mit dem Ausbildungsverein FC Portland, wobei er parallel dazu auch während seiner High-School-Zeit an der Tualatin High School der dortigen Schulfußballmannschaft angehörte. Bei den Tualatin Timberwolves, so der Name der High-School-Sportabteilung, war er in seinen vier Jahren unter Trainer Eric McClellan dreifacher Letterman. Van Schaik war bei seinem Abschluss nicht der erste spätere Profifußballspieler, der die Tualatin High besuchte; bereits Ian Fuller besuchte die High School in den 1990ern, ebenso die Profispielerin Courtney Verloo, die von 2006 bis 2009 an der Schule war. Kurz vor seinem Studienbeginn schaffte er es mit einer Mannschaft des FC Portland im Jahre 2007 bis in die Far West Regionals. In seinem Senior-Jahr 2006, in dem er unter anderem zum MVP gewählt wurde, wurde er ins All-State-First-Team gewählt und war über die vier High-School-Jahre verteilt drei Mal im All-Pac-6-Conference-First-Team. Weiters führte er die Timberwolves in drei Jahren hintereinander zu Startplätzen in der Postseason sowie zu einem Ligatitel im Spieljahr 2006. Bereits im Jahr 2003 wurde er ins Oregon Olympic Development Program (ODP) aufgenommen und spielte mehrere Jahre für dieses.

### Wechsel an die University of Portland
Im Jahre 2007 begann van Schaik ein Studium an der nicht weit entfernten University of Portland, wobei er als Hauptstudiengang Operations and Technology Management wählte. Gleichzeitig gehörte er auch der Herrenfußballmannschaft der Universitätssportabteilung Portland Pilots an und absolvierte in seine Freshman-Jahr 21 Meisterschaftsspiele, von denen er in 17 von Beginn an am Feld war. Dabei blieb er selbst torlos, konnte jedoch eine Torvorlage für seine Teamkameraden beisteuern. Durch seine Position im defensiven Mittelfeld unterstützte er dabei die Abwehrreihe. Noch in seinem ersten Jahr wurde er aufgrund seiner erbrachten Leistungen ins WCC-All-Freshman-Team gewählt. Im nachfolgenden Spieljahr 2008 kam van Schaik wieder vorwiegend als „Abräumer“ im Mittelfeld zum Einsatz und brachte es hierbei auf 17 Ligaeinsätze, davon 14 von Beginn an. Abermals blieb er torlos, steuerte aber zwei Assists bei. Seine Offensivleistung steigerte sich daraufhin im Jahr 2009 erheblich, als er bei 23 Meisterschaftsspielen in allen von Beginn an auflief und dabei sechs Treffer selbst erzielte und weitere acht Tore für seine Kollegen vorbereitete. Am Ende seines Junior-Jahres wurde er aufgrund seiner Leistung ins All-WCC-First-Team gewählt. In der Conference-Wertung wurde der offensiv eingesetzte Mittelfeldakteur Zweiter bei den Assists (8), Vierter bei den Scorerpunkten (20), sowie Siebenter bei den erzielten Toren (6). Ein beachtliches Spiel absolvierte er dabei unter anderem gegen das Team der Gonzaga University, als er beim 5:1-Erfolg zwei Tore, darunter das spielentscheidende Tor, selbst erzielte und zwei weitere Treffer vorbereitete.
In seinem abschließenden Senior-Jahr 2010 konnte er seine Offensivleistung noch einmal ausbauen, wobei er bei 16 Einsätzen, davon alle von Beginn an, acht Tore schoss und drei Assists machte. Damit war er, was die Tore und die Scorerpunkte betrifft, der erfolgreichste Spieler der Portland Pilots in dieser Saison. Wie bereits im vorangegangenen Spieljahr wurde van Schaik auch im Jahr 2010 ins All-WCC-First-Team gewählt. Während der spielfreien Zeiten seiner College-Laufbahn kam van Schaik auch im unterklassigen nordamerikanischen Amateurbereich zum Einsatz. So absolvierte er in den Jahren 2009 und 2010 saisonübergreifend 15 Meisterschaftsspiele, bei denen er einmal zum Torerfolg kam, für die Portland Timbers U23s mit Spielbetrieb in der viertklassigen USL PDL. Sein einziger Treffer gelang ihm beim 2:2-Remis gegen die Victoria Highlanders im ersten Pflichtspiel in der noch jungen Geschichte der Mannschaft, als er nach Vorlage von Matt Van Houten in Minute 34 den Treffer zum 1:1-Ausgleich und somit den ersten Pflichtspieltreffer in der Geschichte des Teams erzielte. Auch die Vorlage zum 2:2-Ausgleich kam von van Schaik.

### Start in den Profifußball
Über den MLS SuperDraft 2011 kam van Schaik als Gesamt-51.-Pick in der dritten Runde zum Major-League-Soccer-Franchise Real Salt Lake und nahm mit der Mannschaft an der Vorbereitung auf das Spieljahr 2011 teil. Beim Franchise aus Salt Lake City im Bundesstaat Utah traf er auf seinen Freund und ehemaligen College-Kollegen Collen Warner, der zu diesem Zeitpunkt in sein zweites Jahr in der Mannschaft startete. Nachdem der als Abwehrspieler eingeplante van Schaik in weiterer Folge keine Vertrag angeboten bekommen hatte, musste er die Mannschaft wieder verlassen und kam dafür beim Franchise Puerto Rico Islanders in der North American Soccer League, der zweithöchsten Spielklasse im nordamerikanischen Ligasystem, zum Einsatz. Zu seinem Profidebüt kam er in weiterer Folge am 14. Mai 2011, als er beim 7:0-Kantersieg über die Walking Bout Company in der CFU Club Championship 2011 in der 58. Spielminute für David Foley auf den Rasen kam. Nach diesem Einsatz blieb er im Halbfinale einsatzlos und kam erst wieder im abschließenden Finale gegen den Tempête FC aus Haiti, das die Islanders erst in der Verlängerung für sich entscheiden konnten, zu einem rund 19-minütigen Kurzeinsatz. Kurz nach seinem Profidebüt in der Karibik-Klubmeisterschaft kam van Schaik am 18. Mai 2011 auch zu seinem Debüt in der Liga, als er beim 2:2-Remis gegen den Minnesota Stars FC von Beginn an spielte und in Minute 70 von Trainer Colin Clarke durch Matthew Bouraee ersetzt wurde. Im gesamten Saisonverlauf brachte er es zu insgesamt 14 Ligaeinsätzen, wobei er zwei Tore erzielte. Sein erster Profiligatreffer gelang ihm dabei am 17. Juli bei einem 1:0-Auswärtssieg über den bereits erwähnten Minnesota Stars FC; auch in der darauffolgenden Runde, drei Tage später, kam er ein weiteres Mal zum Torerfolg. Im Endklassement des Debütjahres der North American Soccer League erreichte er mit den Puerto Rico Islanders einen zweiten Tabellenplatz in der regulären Spielzeit und schied in den abschließenden Play-offs erst im Halbfinale gegen die Fort Lauderdale Strikers aus.
Nachdem Colin Clarke das Team zum Ende des Spieljahres in Richtung Ligakonkurrenten Carolina RailHawks verließ und sein bisheriger Co-Trainer Adrian Whitbread das Traineramt der Puerto Rico Islanders übernommen hatte, blieb van Schaik im Spieljahr 2012 weiterhin in der Stammformation. Mit der Mannschaft erreichte er nach einem zweifachen Sieg der Karibik-Klubmeisterschaft bei der CFU Club Championship 2012 nur einen dritten Platz, wobei er in allen vier Spielen seiner Mannschaft eingesetzt wurde. In der nachfolgenden CONCACAF Champions League 2012/13 für die sich das Team aufgrund des dritten Platzes in der Karibik-Klubmeisterschaft qualifiziert hatte, schied die Mannschaft noch in Gruppenphase vom laufenden Turnier aus, nachdem sie in der Gruppe 5 den zweiten Platz hinter MLS-Franchise Los Angeles Galaxy belegte. In der vorangegangenen Champions-League-Saison schieden die Islanders bereits in der Qualifikationsrunde, der sogenannten Preliminary Round, aufgrund der Auswärtstorregel gegen AD Isidro Metapán aus El Salvador aus. Im Ligageschehen 2012 brachte es die Mannschaft im Endklassement der regulären Spielzeit auf den dritten Tabellenrang und hatte dabei vier Punkte Rückstand auf Rang 2 und sechs Zähler Rückstand auf Platz 1. In den abschließenden Play-offs schieden die Islanders noch im Viertelfinale gegen die Minnesota Stars mit 1:2 aus. Da die Mannschaft bereits zu dieser Zeit mit finanziellen Problemen zu kämpfen hatte und, nachdem zuerst die Hälfte und bald darauf die gesamte nachfolgende Spielzeit ausgesetzt wurde und danach schon bald das offizielle Ende des Franchises deutlich wurde, verließ ein Großteil des Kaders noch zu Saisonende 2012 das Franchise.

### Wechsel zur Charleston Battery
Für van Schaik tat sich dabei ein Wechsel zu Charleston Battery mit Spielbetrieb in der USL Professional Division, der dritthöchsten nordamerikanischen Profiliga, auf. Beim amtierenden Meister wurde er von Trainer Michael Anhaeuser gleich von Beginn als Stammspieler eingesetzt und war anfangs auch noch über die volle Spieldauer im Einsatz. Dies nahm im weiteren Saisonverlauf etwas ab, wobei er jedoch zumeist noch als Stammkraft von Beginn an am Rasen war und vergleichsweise selten zu Kurzeinsätzen kam. Zum Ende der USL Professional Division 2013 hatte er es auf 23 Einsätze in den 26 Spielen der regulären Spielzeit gebracht und rangierte mit dem Team auf dem dritten Tabellenplatz. In den saisonabschließenden Play-offs schaffte es Charleston Battery nach einem 2:1-Sieg über die Los Angeles Blues bis ins Halbfinale, wo das Team schließlich eine knappe 2:3-Niederlage gegen Orlando City ereilte. Nicht minder erfolgreich verlief für das Franchise auch der Lamar Hunt U.S. Open Cup 2013, in dem man, nach einem knappen 1:0-Sieg über Viertligisten Portland Timbers U23s im ersten Spiel, im zweiten Spiel, der dritten Pokalrunde, das MLS-Franchise San José Earthquakes ebenfalls mit 1:0 bezwang. In der nachfolgenden vierten Runde, dem Achtelfinale, traf die Mannschaft abermals auf ein Team der Major League Soccer und verlor erst im Elfmeterschießen gegen Real Salt Lake. Van Schaik spielte dabei alle drei Partien durch und lieferte unter anderem eine Vorlage beim letzten Auftritt gegen das Team aus Salt Lake City.
Im Spieljahr 2014 konnte sich der defensive Mittelfeldakteur erneut als Stammspieler beweisen und wurde in allen 28 Spielen der regulären Spielzeit von Beginn an eingesetzt, wobei er auch zwei Treffer erzielte. Mit der Mannschaft rangierte er in der Endtabelle auf Rang 5 und schaffte es in den Play-offs nicht über das Viertelfinale hinaus, als man gegen die Richmond Kickers in der Verlängerung unterlag. Darüber hinaus kam van Schaik in einem der beiden Pokalspiele von Charleston Battery im Lamar Hunt U.S. Open Cup 2014 zum Einsatz, als er mit der Mannschaft in der dritten Runde erst nach einem spektakulären Elfmeterschießen (11:12) mit 13:14 gegen Orlando City U-23 unterlag. In das Spieljahr 2015 startete Jarad van Schaik als Mannschaftskapitän und war zu Beginn des Spieljahres so erfolgreich, dass er des Öfteren in das USL Team of the Week gewählt wurde. Über die gesamte Saison hinweg wurde er von Michael Anhaeuser abermals in allen 28 Spielen der regulären Saison von Beginn an eingesetzt und steuerte diesmal einen Treffer, sowie drei Vorlagen bei. Im Lamar Hunt U.S. Open Cup 2015 kam die Mannschaft erneut nicht über die vierte Runde, das Achtelfinale, hinaus; van Schaik war in zwei der drei Partien seiner Mannschaft im Einsatz und erzielte im letzten Spiel einen Treffer.

### Rückkehr in die Zweitklassigkeit
Noch bevor Shawn Ferguson zum neuen Kapitän der Battery ernannt wurde, trat van Schaik einen Wechsel in die nächsthöhere Spielklasse an und wechselte im Februar 2016 zum neuen Franchise Rayo OKC, das mit dem Spieljahr 2016 in die North American Soccer League startete. In der NASL wurde er von Trainer Alen Marcina in den ersten beiden Saisonspielen nicht berücksichtigt und saß ohne Einsatz auf der Ersatzbank. Erst im dritten Meisterschaftsspiel setzte ihn der Kanadier von Beginn an und über die volle Spieldauer ein. Nach einem weiteren 90-minütigen Einsatz in der vierten Meisterschaftsrunde berücksichtigte ihn Marcina kaum mehr. Im weiteren Verlauf der Spring Season war er in zwei Partien gar nicht mehr im Kader, saß in drei Spielen uneingesetzt auf der Ersatzbank und kam in einem vierten Spiel auf der Ersatzbank zu einem wenige Minuten dauernden Kurzeinsatz. Die Frühjahrsmeisterschaft beendete er mit der Mannschaft auf dem achten von elf Plätzen. In der Fall Season wurde er von Trainer Alen Marcina bereits im ersten Spiel von Beginn an und über die volle Spieldauer eingesetzt. Bei diesem 1:1-Heimremis gegen den FC Edmonton lieferte er die Vorlage für Robbie Findleys Treffer. Bei Charleston Battery noch zumeist im linken und defensiven Mittelfeld angesiedelt, wurde er bei Rayo OKC ausnahmslos als Linksverteidiger eingesetzt. Doch auch nach diesem vermeintlichen Durchbruch im Team blieben längerfristige Einsätze in der NASL weitgehend aus. So saß er zumeist ohne Einsatz auf der Ersatzbank oder brachte es nur zu wenigen Kurzeinsätzen. Zu seinem eigentlichen Durchbruch in der Mannschaft fand er erst nach einem Trainerwechsel im August, als auf den Kanadier Alen Marcina der Spanier Gerard Nus folgte. Anfangs unter Nur auch nur ein Ersatzspieler fand er ab Ende August 2016 wieder des Öfteren den Weg in die Stammformation und wurde vor allem ab Ende September 2016 laufend als Linksverteidiger in der Startelf aufgestellt. So war er in sechs der letzten sieben Meisterschaftsspiele über die volle Spieldauer im Einsatz und absolvierte im siebenten Spiel eine Halbzeit. Mit einem vierten von mittlerweile zwölf Plätzen in der Fall Season schaffte es Rayo OKC in der zusammengefassten Gesamttabelle ebenfalls auf den vierten Tabellenplatz und durfte an den saisonabschließenden Play-offs antreten. Dort unterlag die Mannschaft im Halbfinale dem späteren Meister New York Cosmos mit 1:2. In weiterer Folge verließ Trainer Nus das Franchise, um seine weitere – und nur zeitweilig unterbrochene – Karriere als Assistenz des technischen Direktors bei Rayo Vallecano fortzusetzen.

### Zurück zu Charleston Battery
Nach diesem Spieljahr in Oklahoma City wurde van Schaik vereinslos und kehrte erst im Sommer 2017, während des bereits laufenden Spieljahres, zu Charleston Battery zurück. Die Liga hatte noch vor Beginn des Spieljahres von der United States Soccer Federation einen Zweitligastatus erhalten und galt ab diesem Jahr nicht mehr als eine drittklassige Liga. In der Liga, die neben der North American Soccer League, die mit Saisonende aufgelöst wurde, eine von zwei zweithöchsten Spielklassen in diesem Jahr war, brachte es van Schaik zu elf Meisterschaftseinsätzen und rangierte am Ende mit seinem Team mit acht Punkten Rückstand auf Louisville City auf dem zweiten Platz der Eastern Conference in der regulären Saison. In den nachfolgenden Play-offs schied der Mittelfeldakteur mit seiner Mannschaft bereits in der ersten Runde nach einer 0:4-Niederlage gegen die New York Red Bulls II aus. Charleston Battery behielt van Schaik daraufhin auch 2018 unter Vertrag. Nach einem vierten Platz im Endklassement der Eastern Conference – van Schaik hatte es bis dahin zu 24 Ligaeinsätzen gebracht – schied Charleston Battery in den Play-offs erneut in der ersten Runde gegen die zweite Profimannschaft der New York Red Bulls aus.
Verstärkt als Stammkraft im Einsatz war der hauptsächlich defensiven Mittelfeld angesiedelte van Schaik im darauffolgenden Spieljahr 2019, als er in 32 von 34 möglich gewesenen Ligapartien mitwirkte und dabei drei Tore erzielte. Am Ende der regulären Saison belegte er mit Charleston Battery Rang 9 und schaffte erst über die Play-In-Runde, die in diesem Jahr erstmals ausgetragen wurde, den Einzug in die saisonabschließenden Play-offs, in der die Mannschaft jedoch abermals in Runde 1 unterlag – diesmal in den Conference Quarterfinals gegen den Nashville SC. Van Schaik, der am Ende der regulären Saison 2019 zum Nigel Cooper Most Valuable Player gewählt worden war, war sowohl im Play-In-, als auch im Play-off-Spiel seines Teams im Einsatz. Am 20. Januar 2020 gab das Franchise bekannt, dass vielseitig einsetzbare van Schaik auch in der USL Championship 2020 Mitglied von Charleston Battery sein wird.

## Erfolge
mit den Puerto Rico Islanders
- Sieger der Karibik-Klubmeisterschaft: 2011